# Henryk Bobkowski

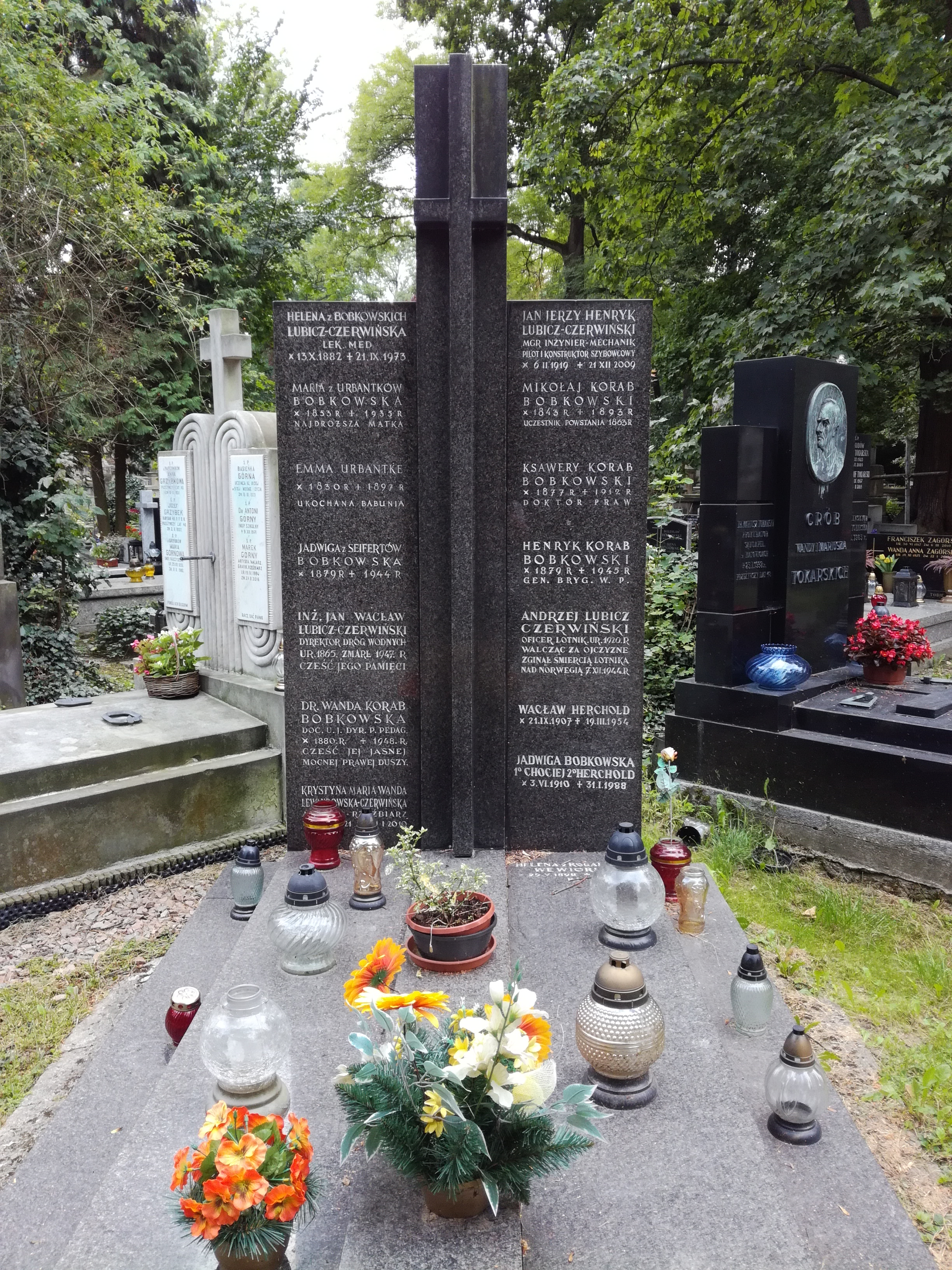
Grób gen. Henryka Bobkowskiego

Henryk Karol Bobkowski h. Korab (ur. 19 maja 1879 w Krakowie, zm. 25 lipca 1945 tamże) – generał brygady Wojska Polskiego.

## Życiorys
Urodził się 19 maja 1879 w Krakowie, w rodzinie Mikołaja, powstańca styczniowego, i Marii z domu Urbantke. Był bratem Wandy, polskiej historyk i Aleksandra, II wiceministra komunikacji, działacza sportowego związanego ze sportami zimowymi, zwłaszcza narciarstwem.
W 1898 ukończył Szkołę Kadetów Piechoty w Łobzowie. 18 sierpnia 1898 został mianowany na stopień kadeta-zastępcy oficera ze starszeństwem z 1 września 1898 i wcielony do 1 Bośniacko-Hercegowińskiego Pułku Piechoty w Wiedniu. W latach 1904–1906 był słuchaczem Szkoły Wojennej w Wiedniu. Po jej ukończeniu wrócił do macierzystego pułku. W międzyczasie awansował na stopień nadporucznika ze starszeństwem z 1 maja 1905. W 1907 został odkomenderowany na Kurs Szermierki i Gimnastyki w Wiener Naustadt, w charakterze słuchacza. W 1910 pełnił funkcję adiutanta jednego z batalionów macierzystego pułku. W 1911 został przeniesiony do 55 Galicyjskiego Pułku Piechoty w Tarnopolu i przydzielony do Szkoły Kadetów Artylerii w Traiskirchen. W następnym roku przydzielony do Terezjańskiej Akademii Wojskowej w Wiener Neustadt. Na kapitana został awansowany ze starszeństwem z 1 maja 1913.
Następnie służył w sztabach kolejnych szczebli dowodzenia m.in. jako instruktor narciarstwa w jednostkach górskich i jako wykładowca w szkolnictwie wojskowym (m.in. Szkole Kadetów Pionierów w Hainburg an der Donau). 
W I wojnie światowej dowódca kompanii na froncie rosyjskim, gdzie został ciężko ranny podczas bitwy pod Wolą Jaworową. 14 września 1915, po rekonwalescencji, został skierowany do służby w administracji wojskowej Generalnego Gubernatorstwa Lubelskiego. Był zastępcą komendanta powiatowego w Tomaszowie Lubelskim.
18 listopada 1918 generał Bolesław Roja mianował go majorem, zwolnił ze stanowiska zastępcy komendanta Stacji Zbornej w Krakowie i powierzył obowiązki dowódcy powiatowego w Białej. 22 stycznia 1919 został przydzielony do Oddziału Operacyjnego Naczelnego Dowództwa WP. 5 marca 1919 został przyjęty do Wojska Polskiego z byłej armii austro-węgierskiej, z zatwierdzeniem posiadanego stopnia majora ze starszeństwem od dnia 1 listopada 1918.
15 marca tego roku został przeniesiony do Departamentu I Ministerstwa Spraw Wojskowych. 6 lipca został dublerem majora armii francuskiej Duche na stanowisku szefa sztabu 2 Dywizji Strzelców Polskich, wchodzącej w skład Armii gen. Hallera. 1 września tego roku, po scaleniu Armii Krajowej z Armią gen. Hallera, 2 Dywizja Strzelców Polskich została przemianowana na 11 Dywizję Piechoty. Po zwolnieniu kadry francuskiej został szefem sztabu tej dywizji, a później szefem sztabu 2 Armii. 11 czerwca 1920 został zatwierdzony z dniem 1 kwietnia 1920 w stopniu podpułkownika, w piechocie, w grupie oficerów byłej armii austro-węgierskiej.
3 maja 1922 został zweryfikowany w stopniu pułkownika ze starszeństwem z dniem 1 czerwca 1919 i 91. lokatą w korpusie oficerów piechoty. 15 września 1922 został przydzielony ze zlikwidowanego Dowództwa 2 Armii do Inspektoratu Armii Nr I w Wilnie na stanowisko I oficera sztabu, pozostając oficerem nadetatowym 14 pp.
We wrześniu 1922 został dowódcą Obszaru Warownego „Wilno”. Następnie od marca 1923 był dowódcą piechoty dywizyjnej 4 Dywizji Piechoty w Toruniu. 8 maja 1923 akta sprawy honorowej „o obrazę czynną” ppor. rez. Dzięciołowskiego została przekazana z DOK III w Grodnie do DOK VIII w Toruniu. 
Z dniem 1 sierpnia 1924 wyznaczony został na stanowisko I oficera sztabu Inspektoratu Armii Nr III w Toruniu (etat generała brygady). Był wówczas podwładnym inspektora armii gen. dyw. Leonarda Skierskiego. 31 lipca 1926 został mianowany dowódcą 8 Dywizji Piechoty w Modlinie. Od 3 stycznia do 24 czerwca 1927 był słuchaczem III Kursu Centrum Wyższych Studiów Wojskowych w Warszawie. 1 stycznia 1928 został mianowany generałem brygady ze starszeństwem z dniem 1 stycznia 1928 i 3. lokatą w korpusie generałów. 15 maja 1928 został zwolniony ze stanowiska dowódcy dywizji, a 31 sierpnia tego roku przeniesiony w stan spoczynku. Osiadł w Krakowie, gdzie początkowo kierował placówką Biura Podróży „Orbis”, potem hurtownią wyrobów tytoniowych przy ul. Starowiślnej. Był również kuratorem krakowskiej Gminy Kościoła Ewangelicko-Augsburskiego.
Zmarł 25 lipca 1945 w Krakowie. Został pochowany w grobowcu rodzinnym na cmentarzu Rakowickim (kwatera GA-płn.-wsch.-narożnik).
Henryk Bobkowski był żonaty ze Stanisławą z Malinowskich, z którą miał syna Andrzeja (1913–1961), a którego ojcem chrzestnym był Mathias Zdarsky.

## Ordery i odznaczenia
- Krzyż Walecznych (czterokrotnie[28]: po raz pierwszy 1921 „za męstwo i osobistą odwagę okazane w walce z nieprzyjacielem w obronie Ojczyzny”[29], po raz drugi, trzeci i czwarty 4 marca 1922[30])
- Złoty Krzyż Zasługi (29 kwietnia 1925)[31][32]
- Krzyż Komandorski Orderu Świętego Sawy (Jugosławia, 23 marca 1926)[33]
- Krzyż Zasługi Wojskowej 3 klasy z dekoracją wojenną i mieczami (Austro-Węgry)[34]